# Salão Memorial do Novo Quarto Exército

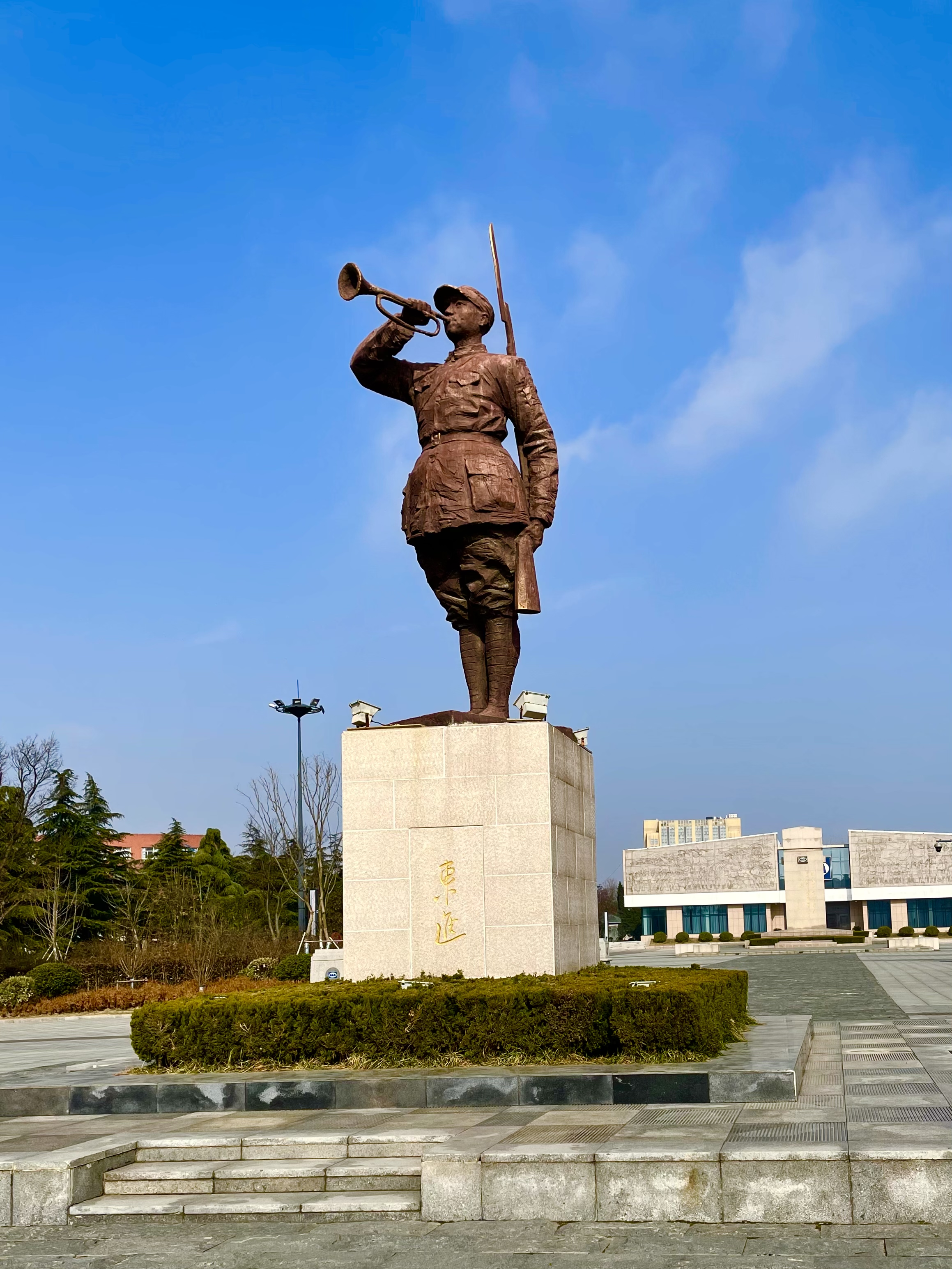
Estátua do Soldado N4A na entrada do Memorial do Novo Quarto Exército.

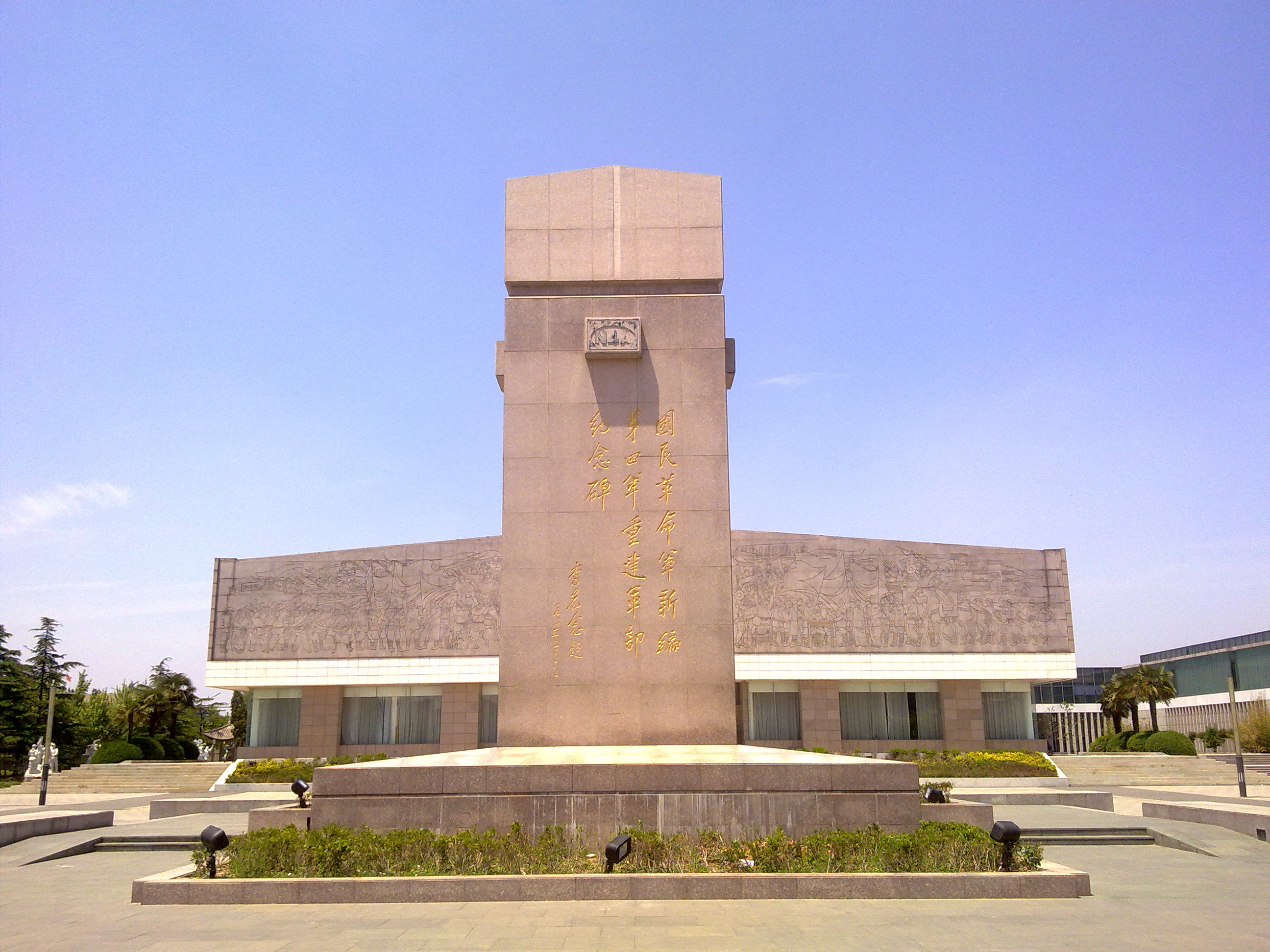
Memorial do Novo Quarto Exército (N4A) na cidade de Yancheng, na província de Jiangsu, na China.

O Salão Memorial do Novo Quarto Exército, nome completo "Reconstrução do memorial militar do Novo Exército Nacional Revolucionário do Quarto Exército", (em chinês:  新四军纪念馆) está localizado no leste da Jianjun Road, Yancheng, Jiangsu, China. Foi promovido como atração turística estadual de classe AAAA  em 18 de maio de 2011. É conhecido como o único Salão Memorial do Novo Quarto Exército profissional na China. Foi construído em 1985 e concluído em setembro de 1986. Sua sala de exposições é de arquitetura moderna. Existe um padrão de braçadeira "N4A", nas cores azul e branco, acima da entrada principal do salão. E em ambos os lados da sua escultura em forma de bandeira, é o reflexo da cena histórica onde o Novo Quarto Exército uniu forças com o Exército da Oitava Rota e onde o Novo Quarto Exército foi reconstruído após o incidente em Anhui. O Memorial do Novo Quarto Exército é a base para a educação patriótica primária e nacional. Existem cerca de 1000 fotos da guerra anti-japonesa, muitas relíquias históricas e algumas obras artísticas. Há uma bicicleta com o lendário troféu chamado Manzhou (em chinês:  满洲). Todas as suas exposições refletem a história de como o Novo Quarto Exército, juntamente com as pessoas comuns, lutaram contra os inimigos na guerra.
O Novo Quarto Exército, nome completo "Novo Quarto Exército do Exército Nacional Revolucionário da China" (em chinês:  中国国民革命军陆军新编第四军), foi um exército popular na liderança do Partido Comunista Chinês para a Segunda Guerra Sino-Japonesa. Foi estabelecido na situação de cooperação KMT-CCP, pelos guerrilheiros do Exército da Oitava Rota em Jiangxi, Fujian, Guangdong, Hunan, Hubei, Henan, Zhejiang e Anhui em 12 de outubro de 1937. Há uma herança especial no Salão Memorial do Novo Quarto Exército: uma bicicleta. A dona da bicicleta, uma soldado de 87 anos chamada Li Chunhua, ainda está viva e visitou sua antiga companheira, a bicicleta, após 24 anos desde 1986. Ela tomou a bicicleta de um soldado japonês em 1943. A bicicleta e Li vivenciaram muitas batalhas juntas e a ajudaram a transferir os feridos, a transportar suprimentos e a coletar informações. Após a guerra, Li trabalhou e viveu com a bicicleto. Em 1986, Li doou-a para o Salão Memorial do Novo Quarto Exército. Há um "homem (满" na bicicleta. Isso significa que a bicicleta foi produzida pelo Estado-fantoche de Manchukuo. Portanto, foi uma evidência clara da invasão japonesa da China. Tem sido muito bem tratada até agora.